# Mia Vallée
Mia Vallée (Montreal, 22 de marzo de 2001) es una deportista canadiense que compite en saltos de trampolín.
Ganó dos medallas en el Campeonato Mundial de Natación de 2022, plata en 3 m y bronce en 1 m. En los Juegos Panamericanos de 2023 obtuvo dos medallas de plata, en trampolín 1 m y trampolín 3 m sincro.

## Palmarés internacional
| Campeonato Mundial   | Campeonato Mundial | Campeonato Mundial | Campeonato Mundial   |
| Año                  | Lugar              | Medalla            | Prueba               |
| -------------------- | ------------------ | ------------------ | -------------------- |
| 2022                 | Budapest (Hungría) | Medalla de plata   | Trampolín 3 m        |
| 2022                 | Budapest (Hungría) | Medalla de bronce  | Trampolín 1 m        |
| Juegos Panamericanos |                    |                    |                      |
| Año                  | Lugar              | Medalla            | Prueba               |
| 2023                 | Santiago (Chile)   | Medalla de plata   | Trampolín 1 m        |
| 2023                 | Santiago (Chile)   | Medalla de plata   | Trampolín 3 m sincro |